# Neodymi(III) oxide
Neodymi(III) Oxide hoặc neodymi sesquiOxide là một hợp chất vô cơ tạo thành bởi nguyên tổ neodymi và nguyên tố oxy, có công thức hóa học là Nd2O3. Hợp chất này cũng có dạng cấu trúc tinh thể xám-xanh dương lục giác. Dioxide đất hiếm đidymi, trước đây được coi là một hợp chất, thực ra một phần của nó chứa neodymi(III) Oxide.

## Ứng dụng
Neodymi(III) Oxide được sử dụng thành chất lỏng dope, dùng cho kính, bao gồm cả kính mát, để chế tạo laser trạng thái rắn, kính màu và men. Thủy tinh pha với hợp chất neodymi chuyển màu tím do sự hấp thụ của ánh sáng màu vàng và xanh lục, và được sử dụng trong làm kính chuyên dụng ngành hàn xì. Một số thủy tinh được làm từ neodymi là điclroic có tính chất đặc biệt là nó có thể thay đổi màu sắc tùy thuộc vào ánh sáng. Một loại thủy tinh được đặt tên là khoáng alexandrit, xuất hiện màu xanh trong ánh sáng mặt trời và màu đỏ trong ánh sáng nhân tạo. Khoảng 7000 tấn neodymi(III) Oxide được sản xuất trên toàn thế giới mỗi năm. Hợp chất này cũng được sử dụng làm chất xúc tác trong các phản ứng trùng hợp.

## Phản ứng
Neodymi(III) Oxide được tạo ra khi đốt cháy neodymi(III) nitrat hoặc neodymi(III) hydroxide trong không khí.